# المنظمة الإقليمية الإفريقية للملكية الفكرية

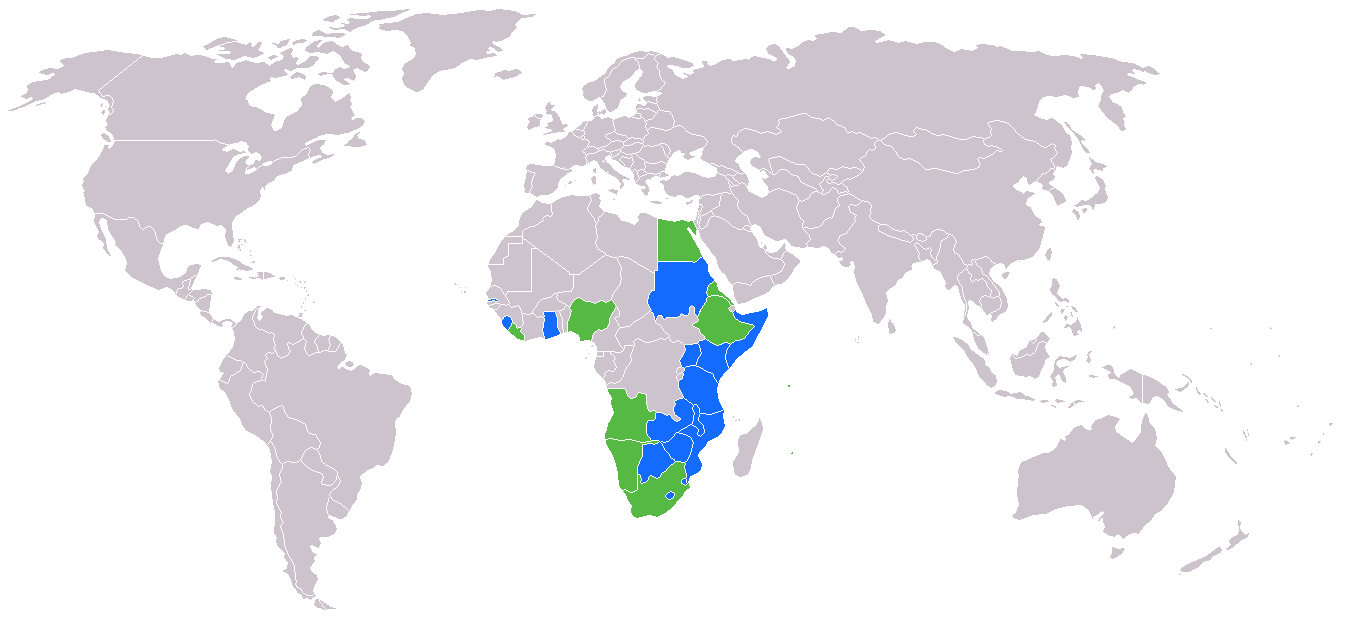
خريطة لأعضاء المنظمة الحاليين باللون الأزرق والدول ذات وضع المراقب باللون الأخضر.

المنظمة الإقليمية الأفريقية للملكية الفكرية سابقًا المنظمة الإقليمية الأفريقية للملكية الصناعية هي منظمة حكومية دولية للتعاون بين الدول الأفريقية في مسائل البراءات والملكية الفكرية الأخرى. تأسست المنظمة بموجب اتفاقية لوساكا لعام 1976. تتمتع بالقدرة على الاستماع إلى طلبات براءات الاختراع والعلامات التجارية المسجلة في الدول الأعضاء فيها والتي هي أطراف في بروتوكولات هراري (براءات الاختراع) وبانجول (العلامات) وأروشا (الأصناف النباتية) . تتميز المنظمة أيضًا ببروتوكول بشأن حماية المعارف التقليدية، وبروتوكول سواكوبموند الذي تم التوقيع عليه في عام 2010 من قبل 9 دول أعضاء في المنظمة والذي دخل حيز التنفيذ في 11 مايو 2015، وتم تعديله في 6 ديسمبر 2016.
تمتلك المنظمة شفرة الويبو ST.3. أعضاءها التسعة عشر هم في الغالب دول ناطقة بالإنجليزية. أصبحت رواندا الدولة العضو الثامن عشر في 24 مارس 2010، وساو تومي وبرينسيبي في 19 مايو 2014 (دخل بروتوكول هراري حيز التنفيذ في 19 أغسطس 2014 فيما يتعلق بساو تومي وبرينسيبي). أصبحت سيشل دولة عضواً في المنظمة الأفريقية للملكية الفكرية في 1 يناير 2022.
تغير اسم المنظمة من المنظمة الإقليمية الأفريقية للملكية الصناعية إلى المنظمة الإقليمية الأفريقية للملكية الفكرية في عام 2005.

## الأعضاء
| الدولة            | تاريخ الانضمام/التصديق | تاريخ الانضمام/التصديق | تاريخ الانضمام/التصديق | تاريخ الانضمام/التصديق | تاريخ الانضمام/التصديق               |
| الدولة            | اتفاقية لوساكا         | بروتوكول هراري         | بروتوكول بانجول        | بروتوكول سواكوبموند    | بروتوكول أروشا (لم تدخل حيز التنفيذ) |
| ----------------- | ---------------------- | ---------------------- | ---------------------- | ---------------------- | ------------------------------------ |
| بوتسوانا          | 6 فبراير 1985          | 6 مايو 1985            | 29 أكتوبر 2003         | 28 مارس 2012           | X                                    |
| غامبيا            | 15 فبراير 1978         | 16 يناير 1986          | X                      | 11 فبراير 2015         | X                                    |
| غانا              | 15 فبراير 1978         | 25 أبريل 1984          | X                      | X                      | X                                    |
| كينيا             | 15 فبراير 1978         | 24 أكتوبر 1984         | X                      | X                      | X                                    |
| ليسوتو            | 23 يوليو 1987          | 23 أكتوبر 1987         | 12 فبراير 1999         | X                      | X                                    |
| ليبيريا           | 24 ديسمبر 2009         | 24 مارس 2010           | 24 مارس 2010           | 25 أكتوبر 2016         | X                                    |
| مالاوي            | 15 فبراير 1978         | 25 أبريل 1984          | 6 مارس 1997            | 20 ديسمبر 2012         | X                                    |
| موزمبيق           | 8 فبراير 2000          | 8 مايو 2000            | 15 مايو 2020           | X                      | X                                    |
| ناميبيا           | 14 أكتوبر 2003         | 23 أبريل 2004          | 14 يناير 2004          | 11 فبراير 2015         | X                                    |
| رواندا            | 24 يونيو 2011          | 24 سبتمبر 2011         | X                      | 16 يوليو 2012          | 7 يونيو 2019                         |
| ساو تومي وبرينسيب | 19 مايو 2014           | 19 أغسطس 2014          | 27 نوفمبر 2015         | X                      | 29 سبتمبر 2020                       |
| سيراليون          | 5 ديسمبر 1980          | 25 فبراير 1999         | X                      | X                      | X                                    |
| الصومال           | 10 ديسمبر 1981         | X                      | X                      | X                      | X                                    |
| السودان           | 2 مايو 1978            | 25 أبريل 1984          | X                      | X                      | X                                    |
| إسواتيني          | 17 ديسمبر 1987         | 17 مارس 1988           | 6 مارس 1997            | X                      | X                                    |
| تنزانيا           | 12 أكتوبر 1983         | 1 سبتمبر 1999          | 1 سبتمبر 1999          | X                      | X                                    |
| أوغندا            | 8 أغسطس 1978           | 25 أبريل 1984          | 21 نوفمبر 2000         | X                      | X                                    |
| زامبيا            | 15 فبراير 1978         | 26 فبراير 1986         | X                      | 28 أغسطس 2015          | X                                    |
| زيمبابوي          | 11 نوفمبر 1980         | 25 أبريل 1984          | 6 مارس 1997            | 22 أبريل 2013          | X                                    |

(تنزانيا لا تشمل زنجبار، التي تعمل بموجب نظامها الخاص المستقل للملكية الفكرية ولها مكتب منفصل لتسجيل الملكية الفكرية.)
اعتبارًا من 31 ديسمبر 2019، وقعّت خمس دول على بروتوكول أروشا في 6 يوليو 2015 (غامبيا، غانا، موزمبيق، ساو تومي وبرينسيبي، وتنزانيا). اعتبارًا من 31 ديسمبر 2020، وقد صادقت عليها دولتان أو انضمتا إليها (رواندا وساو تومي وبرينسيبي). لكي يدخل البروتوكول حيز التنفيذ، يتعين على أربع دول إيداع صكوك التصديق أو الانضمام الخاصة بها.
أصبحت سيشل دولة عضوًا في المنظمة الأفريقية للملكية الفكرية في 1 يناير 2022.

## المراقبون
1. الجزائر
2. أنغولا
3. بوروندي
4. مصر
5. إرتريا
6. إثيوبيا
7. ليبيا
8. نيجيريا
9. جنوب إفريقيا
10. تونس

## الأعضاء
يتكون الهيكل التنظيمي للمنظمة الإقليمية الإفريقية للملكية الفكرية من أربعة أجهزة: مجلس الوزراء، والمجلس الإداري، والأمانة العامة، ومجلس الاستئناف.

## الحقوق المغطاة
معًا، يغطي البروتوكولان اللذان يشكلان المنظمة حقوق التأليف والنشر، حقوق التصاميم الصناعية، براءات الاختراع، العلامات التجارية، حقوق المعارف التقليدية، نماذج المنفعة.

## التعاون الدولي
- في 3 أكتوبر 2019، وقعت المنظمة مذكرة تفاهم مع المنظمة الأوراسية للبراءات.[14][مبهم]